# Coleanthus
Coleanthus là một chi thực vật có hoa trong họ Hòa thảo (Poaceae).

## Loài
Chi Coleanthus gồm các loài: